# Теттенже, Пьер
Пьер Шарль Теттенже (фр. Pierre Charles Taittinger; 4 октября 1887, Париж — 22 января 1965, Париж) — французский политик, правый националист, консерватор, антикоммунист. Основатель «мятежной лиги» Патриотическая молодёжь. Видный деятель Лиги патриотов и Республиканской федерации. Депутат парламента, мэр Сен-Жорж-де-Кото, муниципальный советник Парижа. Коллаборационист 1940—1944 годов, функционер режима Виши. В 1943—1944 — председатель Совета Парижа. Сыграл важную роль в спасении французской столицы от разрушения немецкими оккупантами. Почётный член Французской академии. Известен также как крупный предприниматель-винодел.

## Происхождение, служба, бизнес
Родился в семье инженера, перебравшегося из Лотарингии в Париж после поражения Франции во франко-прусской войне и включения Эльзас-Лотарингии в состав Германской империи. Его отец Пьер Теттенже-старший был заместителем мэра Сен-Дени, потом занимался коммерцией и обанкротился. Его мать Каролина Теттенже происходила из предпринимательской династии Тестю. Пьер Теттенже воспитывался в духе французского патриотизма и национал-консерватизма.
В ранней молодости Пьер Теттенже работал торговым служащим в семейных фирмах. Специализировался на виноторговле. В 1911 году побывал в винодельческом регионе Шампань. В том же году его пригласили вступить в «Союз Шампенуаз» (фр. L'Union Champenoise) — торговую компанию по продажам шампанских вин в Париже. Это очень пригодилось Теттенже после войны.
Проходил военную службу в 11-м кирасирском полку. Участвовал в Первой мировой войне. Некоторое время провёл в Шато-де-ла-Маркеттери в качестве офицера связи при начальнике штаба генерале Ноэле де Кастельно. Был награждён Орденом Почётного легиона и Военным крестом.
В 1932 Пьер Теттенже основал в Эперне, близ Реймса, прославленный впоследствии дом шампанских вин Taittinger. Консолидировал активы членов семьи, утвердил право на популярные бренды. Возглавлял бизнес-ассоциацию французских виноделов, союз сельскохозяйственных предпринимателей. Состоял в руководящих органов нескольких промышленных, торговых и транспортных компаний. В 1932 году приобрёл у дома шампанского «Форест-Фурно» Шато-де-ла-Маркеттери — замок с поместьем, превращённый в семейный центр и штаб-квартиру коммерческого дома.

## Политик «мятежной лиги»
С конца 1900-х Пьер Теттенже примыкал к бонапартистскому движению. Входил в руководящий комитет Лиги патриотов. Выступал соучредителем нескольких крайне правых националистических организаций. Дважды избирался депутатом Национального собрания: в 1919 от Республиканского и социального действия, в 1924 от Демократического и республиканского союза. Эти партии стояли на правоконсервативных позициях, выступали за усиление президентской власти, ограничение прерогатив парламента.
В 1930 Пьер Теттенже возглавил крайне правую Республиканскую национальную и социальную партию (PRNS). С 1932 Пьер Теттенже состоял в Республиканской федерации Луи Марэна — самой правой из французских парламентских партий. В течение ряда лет занимал пост мэра Сен-Жорж-де-Кото, с 1937 — муниципальный советник Парижа. Активно участвовал в политической медиа-борьбе, редактировал несколько изданий правонационалистического направления. Занимался также проблемами французской колониальной политики, был одним из руководителей Международной колониальной выставки.
В руководстве Лиги патриотов Пьер Теттенже курировал молодёжную организацию. На этой основе в 1924 Теттенже основал автономную группу Патриотическая молодёжь (JP). События 23 апреля 1925 — расстрел на улице Дамремон, столкновение с коммунистами и гибель трёх активистов — выдвинули JP и её лидера Теттенже на особое место в крайне правом лагере.
С 1926 JP под руководством Теттенже обрела организационно-политическую самостоятельность. JP являлась одной из «мятежных лиг» — ультраправых антиреспубликанских группировок. в качестве одной из — одну из самых активных крайне правых организаций межвоенной Франции. Идеология JP основывалась на авторитарном национализме и крайнем антикоммунизме под влиянием итальянского фашизма. Ещё большие симпатии проявлял Теттенже к португальскому Новому государству Антониу Салазара.
В середине 1920-х — начале 1930-х Пьер Теттенже выступал с яростно антикоммунистических позиций, называл коммунизм криминальной опасностью. Призывал создать широкую антикоммунистическую коалицию правых сил. Сотрудничал с радикальной профашистской «мятежной лигой» Французская солидарность Жана Рено. Подчёркивал роль своих «молодчиков» в уличном противостоянии компартии.
В то же время позиция Теттенже в отношении республиканского режима была довольно умеренной. Он не поддерживал призывов к слому парламентской системы, критиковал за это Аксьон франсез. Предлагал совершенствование парламентаризма, предостерегал от олигархической диктатуры, решительно отвергал обвинения в фашизме. Консервативная идеология «Патриотической молодёжи» действительно не являлась фашистской в муссолиниевском и тем более гитлеровском значении термина. Во внешнеполитической сфере Теттенже лояльно относился к смягчению политики в отношении Германии (снижение репараций, вывод войск из Рейнской области и Саара). Из-за этого он конфликтовал даже с Марэном и некоторое время дистанцировался от Республиканской федерации.
С 1932—1933 организация Теттенже резко радикализировалась в праворадикальном ключе. «Патриотическая молодёжь» участвовала в антиреспубликанских беспорядках 6 февраля 1934 года, хотя не проявила особой активности. В 1934 Теттенже стал одним из учредителей Национального фронта — коалиции «Патриотической молодёжи», «Французской солидарности» и ещё нескольких праворадикальных организаций. Однако двойственность позиции подрывала политический имидж Теттенже: слишком умеренного для экстремистов, слишком экстремистского для умеренных. Кроме того, по складу характера дружелюбный и миролюбивый Теттенже не соответствовал обстановке политической конфронтации.
В конкуренции за влияние в правых кругах Теттенже явно проигрывал более последовательному и харизматичному полковнику де ля Року. В 1935 на основе «Патриотической молодёжи» сформировалась правая Национальная народная партия. В 1936 Теттенже организационно восстановил PRNS и в следующем году подключил партию к антикоммунистической коалиции Фронт свободы Жака Дорио. В 1938 по антикоммунистической мотивации поддержал Мюнхенское соглашение.

## «Париж не был разрушен»
10 июля 1940 года депутат Теттенже проголосовал за наделение маршала Петэна чрезвычайными полномочиями. Это означало переход на позиции коллаборационизма. Поддерживал режим Виши, публично превозносил Петэна как «спасителя Франции». Организовывал функционирование коммерческих предприятий в оккупированном Париже, был администратором Бон Марше. В 1943 Теттенже был утверждён немецкими оккупационными властями на посту председателя Совета Парижа. Получил от правительства Виши Орден Франциски.
В то же время Пьер Теттенже оставался убеждённым французским националистом и достаточно адекватно оценивал ход войны. 4 сентября 1943 в конфиденциальном письме Пьеру Лавалю Теттенже фактически предупредил о своём намерении без боя сдать Париж войскам антигитлеровской коалиции. 17 августа 1944 он начал переговоры с командиром немецкого гарнизона генералом фон Хольтицем. На тот момент немцы уже заложили взрывчатку в стратегических точках и ряде исторических мест Парижа. Пьер Теттенже встретился с немецким генералом вместе со шведским генеральным консулом Раулем Нордлингом и убеждал Хольтица не разрушать Париж. 19 августа Теттенж установил контакт с лидером сил Сопротивления в столице коммунистом Анри Роль-Танги.
По итогу трудных переговоров Теттенже сумел убедить (по другим данным, оказал влияние на решение) фон Хольтица отказаться от выполнения гитлеровского указания о методическом разрушении Парижа. 25 августа генерал Леклерк и полковник Роль-Танги приняли капитуляцию оккупационного гарнизона.
Теттенже рассчитывал лично встретить генерала де Голля для передачи ключей от ратуши, однако 25 августа 1944 был арестован и заключён в тюрьму. Освобождён 27 февраля 1945.

## После войны
После освобождения Франции Пьер Теттенже как бывший коллаборационист подвергся поражению в политических правах. Однако в 1953—1965 — до своей кончины — Пьер Теттенже оставался мэром Сен-Жорж-де-Кото. В целом поддерживал де Голля, но критиковал голлистскую партию Объединение французского народа. Высказался в поддержку де Голля на конституционном референдуме 1958, установившем Пятую республику. Был членом Ассоциации защиты памяти маршала Петэна.
Пьер Теттенже опубликовал книгу Et Paris ne fut pas détruit — «И Париж не был разрушен» (перефразирование знаменитой угрозы манифеста герцога Брауншвейгского «Париж будет разрушен»). В книге он изложил свою версию августовских событий 1944.
C 1954 Пьер Теттенже — почётный член Французской академии. Активно занимался бизнесом, возглавлял инвестиционный холдинг Groupe du Louvre, в который входили элитные магазины и отели, включая Отель Крийон. На свои средства Теттенже восстановил несколько исторических зданий в Реймсе. Он завещал городу крупную недвижимость, в том числе на Иль-де-Ре, где был создан детский летний лагерь.
Скончался Пьер Теттенже в возрасте 77 лет. Похоронен на Северном кладбище Реймса.
Деятельность Пьера Теттенже в первой половине 1940-х годов по ряду критериев соответствует понятию коллаборационизма. Левые круги относятся к нему негативно. Однако многие французы считают роль Теттенже в освобождении Парижа достаточным искуплением вины. Отношение к Теттенже во Франции в большинстве случаев является нейтральным или сдержанно-позитивным.

## Семья
Пьер Теттенже был дважды женат. Первая его супруга Габриэль Гийе была дочерью мэра Сен-Жорж-де-Кото и крупного предпринимателя. Вторая жена Анн-Мари Майи происходила из военной династии (свидетелем на свадьбе был принц Мюрат). Обе активно участвовали в роялистской и бонапартистской политике. Анн-Мари Теттенже руководила женским крылом JP.
В браках Пьер Теттенже имел восьмерых детей. Стал главой успешного и преуспевающего рода. Один из его сыновей — Мишель — погиб в боях с немцами. Другой — Жан — в 1959—1977 был мэром Реймса, в 1971—1974 — государственным секретарём по бюджету и государственным министром юстиции. Третий — Пьер-Кристиан — возглавлял администрацию одного из округов Парижа и был сенатором Франции. Четвёртый — Клод — управлял фамильным винодельческим домом Taittinger и входил в совет Банка Франции.
Внук Теттенже — сын его дочери Колетт — Кристоф де Маржери — в 2007-2014 годах был председателем правления крупнейшего французского энергетического концерна Total, активно развивал бизнес в России, считался «деловым партнёром и лоббистом интересов Путина» и погиб при аварии в московском аэропорту «Внуково». Именем Кристофа де Маржери был назван СПГ-танкер, головной в классе Yamalmax.